# Alex Carvalho
Alexandre Carvalho, mais conhecido como Alex Carvalho (Rio de Janeiro)  foi um guitarrista brasileiro.
Considerado pela crítica como uma referência da guitarra jazzística no Brasil e nos EUA. Já atuou com os maiores nomes do jazz nacional e internacional dentre os quais destacam-se Danilo Perez, Delfeayo Marsallis, Jeff Andrews, Bob Mintzer, Jerry Bergonzi, Claudio Roditi, Marcio Montarroyos, Mauro Senise, Leo Gandelman, Nivaldo Ornellas, Robertinho Silva, Paulo Russo e Pascoal Meirelles, além de fazer parte do quinteto Victor Assis Brasil.
Atuou também na MPB em 3 turnês mundiais com o cantor e compositor João Bosco. Seu disco em parceria com Idriss Boudrioua, Central Park West foi considerado pela crítica do Jornal O Globo como um dos melhores do gênero já lançados no Brasil.
Doutor em música pela Manhattan School of Music, Alexandre Carvalho integrou o corpo docente da instituição de 2007 a 2012. Escreve artigos para as revistas Guitar Player e Guitar Class, além de publicar artigos acadêmicos em colóquios e eventos de pesquisa musical avançada. Foi professor e orientador de inúmeros guitarristas profissionais no Brasil e no exterior. É também professor de uma das mais premiadas plataformas digitais de ensino musical brasileira, a Fica a Dica Premium.
Atualmente dedicava-se a seu novo projeto " João Bosco e o Jazz”, grava o último CD de Ed Motta Criterion of the Senses, e acaba de lançar seu CD solo Rio Joy, muito bem recebido pela crítica e presente nas principais plataformas digitais.

## Biografia
Alexandre Carvalho nasceu no Rio de Janeiro capital. Sua mãe tocava piano e tinha licenciatura em Música mas nunca exerceu a profissão. Tocava muito Bethoven, o que desde pequeno já o impressionava muito, aqueles acordes da mão esquerda. Seu pai era extremamente musical, adorava jazz, bossa nova, mpb e trilhas de cinema. Cantava as linhas de baixo e os metais das bigbands da época do Swing. Isso tudo o influenciou muito, desde a infância. Ele queria muito tocar piano, mas por influencia de amigos e pela praticidade de seu pai o ter presenteado com um violão adotou o instrumento.
Na adolescência ouviu muito rock europeu, principalmente Led Zeppelin e David Bowie. O jazz veio alguns anos depois, num show do Hélio Delmiro. Em seguida começou a se dedicar, ouvindo Joe Pass, Wes Montgomery, Pat Martino, entre outros.  Começou a estudar guitarra em 1979. Três anos depois, ingressou no curso de regência da Escola Nacional de Música.  
O guitarrista começou profissionalmente em 1983, como um dos integrantes da banda de Marcos Sabino. Em 1984, foi convidado para fazer parte do grupo de Idriss Boudrioua, com quem gravou os discos "Esperança" e "Jamal". Ainda nesse ano, acompanhou Tunai em shows como o do Festival Rock Brasil II. Em 1985, tocou com Jane Duboc, Angela Rô Rô e Mauro Senise. No final desse ano, viajou para os Estados Unidos, onde ingressou na Berklee College of Music (Boston).
No ano seguinte, participou de jam sessions do Bar Charlie's Tap, ao lado de Mike Grey e Delfeayo Marsalis, entre outros. Nesse mesmo ano, atuou com Claudio Roditi, Victor Mendoza e Danilo Perez, em apresentações no Night Stage. Em 1997, liderou um conjunto formado com Tiger Okoshi (teclados) e Aidyn Esen (teclados). Apresentou-se no S.O.B. (Nova York), ainda nesse ano, integrando a orquestra de Thiago de Mello, ao lado dos percussionistas Charles Negrita e Café, entre outros músicos.
De volta ao Brasil em 1988, bastante requisitado, participou do disco "Abrolhos", de Marcos Resende, e dos shows de Nico Assumpção e do trompetista alemão Alan Botinsky, no Mistura Up (RJ). Ainda em 1988, atuou com Leo Gandelman, gravando três discos e participando do Free Jazz Festival.
Entre 1991 e 1992, liderou, com Idriss Boudrioua, jam sessions realizadas no Gula Bar (RJ). Apresentou-se, como participação especial, no show realizado no People (RJ) por Lyle Mays, tecladista do Pat Metheney Group, em 1992. No ano seguinte, viajou para os Estados Unidos, em turnê com Leo Gandelman, e co-produziu um disco de Célia Vaz. Entre 1995 e 1997, apresentou-se em três turnês internacionais com João Bosco. Lançou, em 1996, o CD "Central Park West", em duo com Idriss Boudrioua. Em 2000, apresentou-se, ao lado do saxofonista Idriss Bourdioura, no projeto "Sextas de Jazz", no bar do Hotel Novo Mundo (RJ).
Em 2007 passou em primeiro lugar na prova pro doutorado em jazz na Manhattan School of Music e foi logo chamado pra dar aulas. O doutorado era pesado e tinha que dar muitas aulas.  Ao terminar começou a trabalhar com grandes nomes do jazz. O último trabalho que fez foi em Boston com Jerry Bergonzi, um dos maiores saxofonistas e educadores de jazz do mundo. 

## Discografia
- Central Park West, em parceria com o saxofonista francês  Idriss Boudrioua, foi considerado uns dos melhores álbuns de jazz já lançados no Brasil.[5]
- Rio Joy